# Katalog gromad Abella

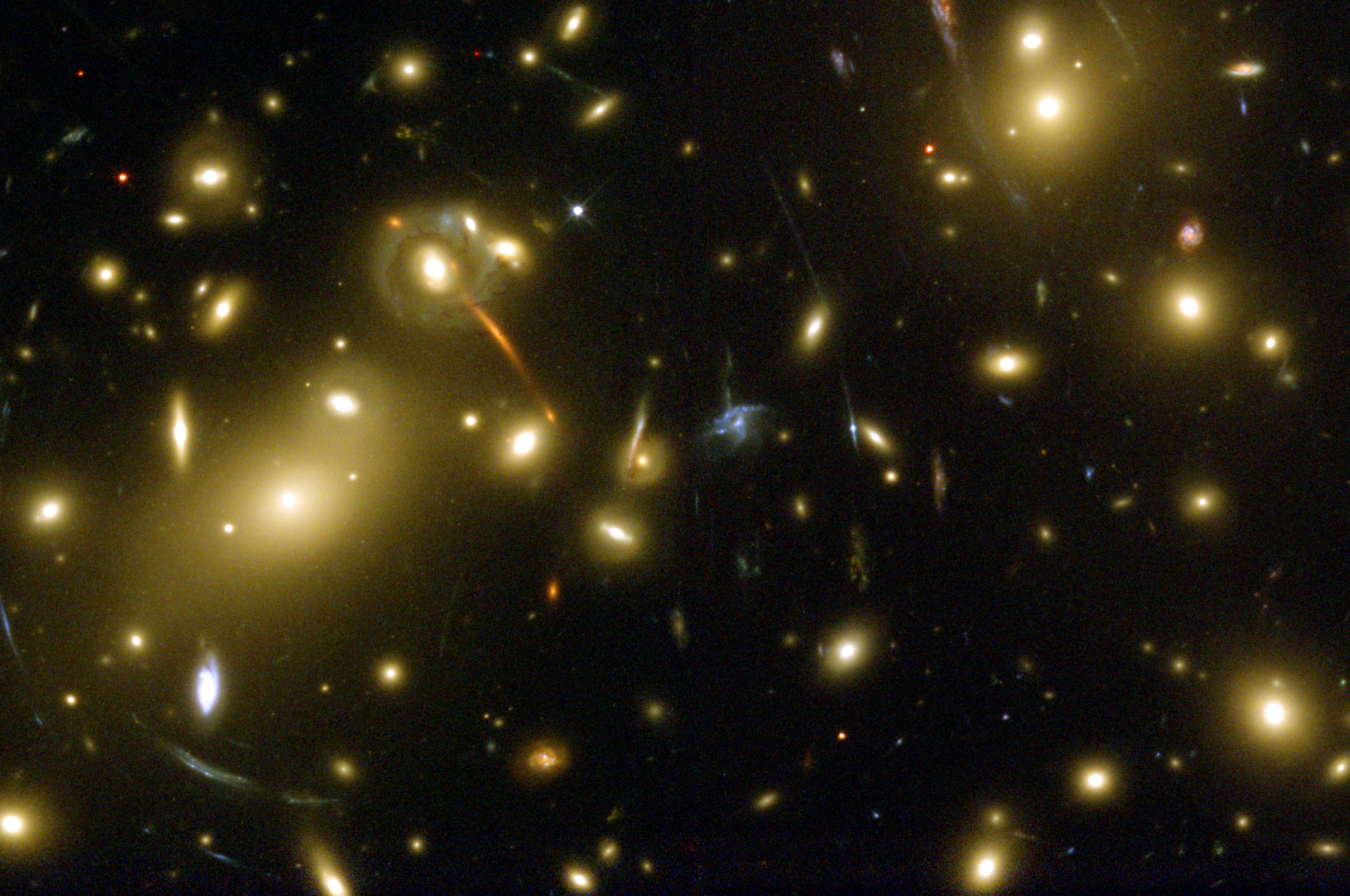
Gromada galaktyk Abell 2218 (HST)

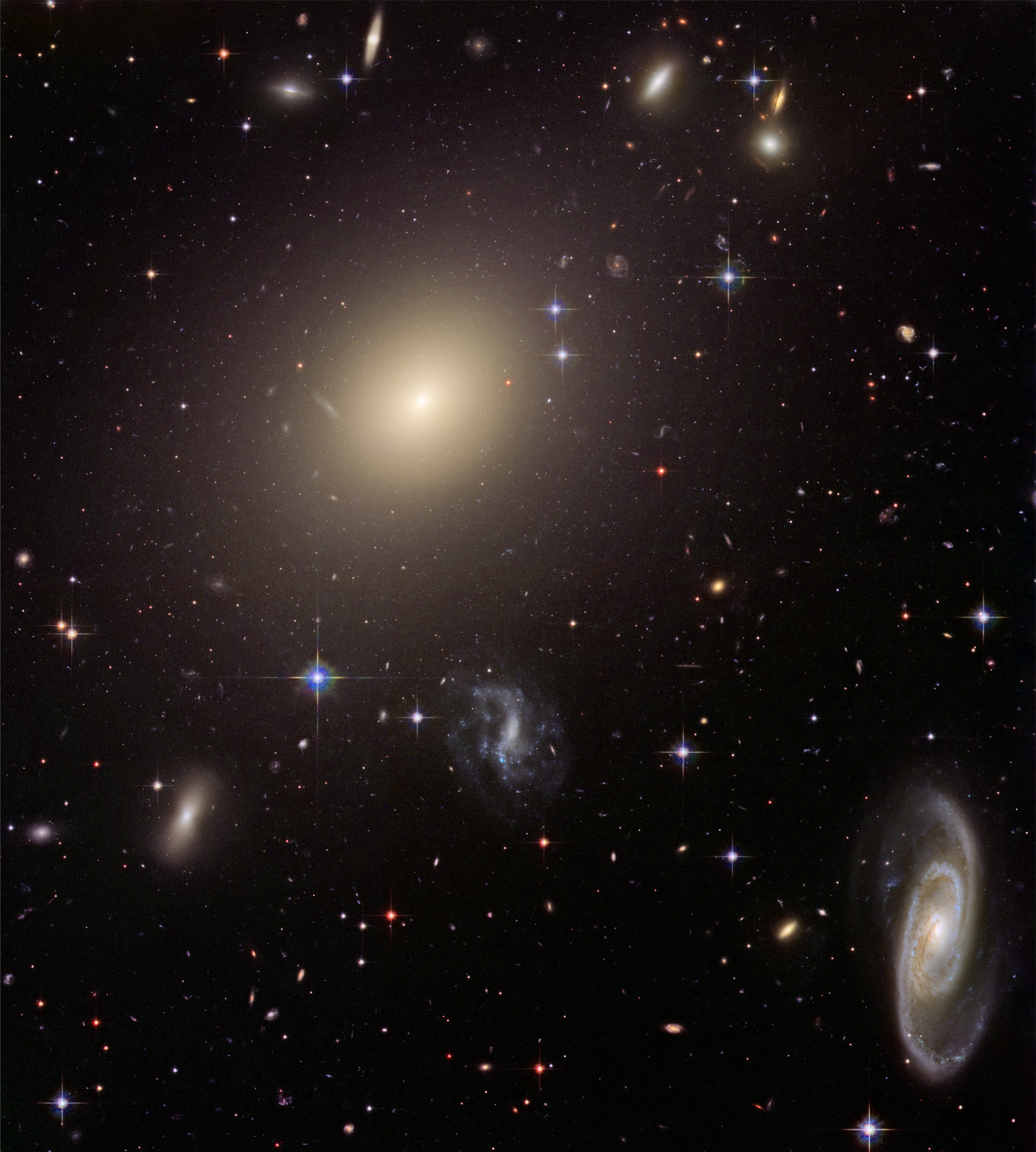
Gromada galaktyk Abell S0740

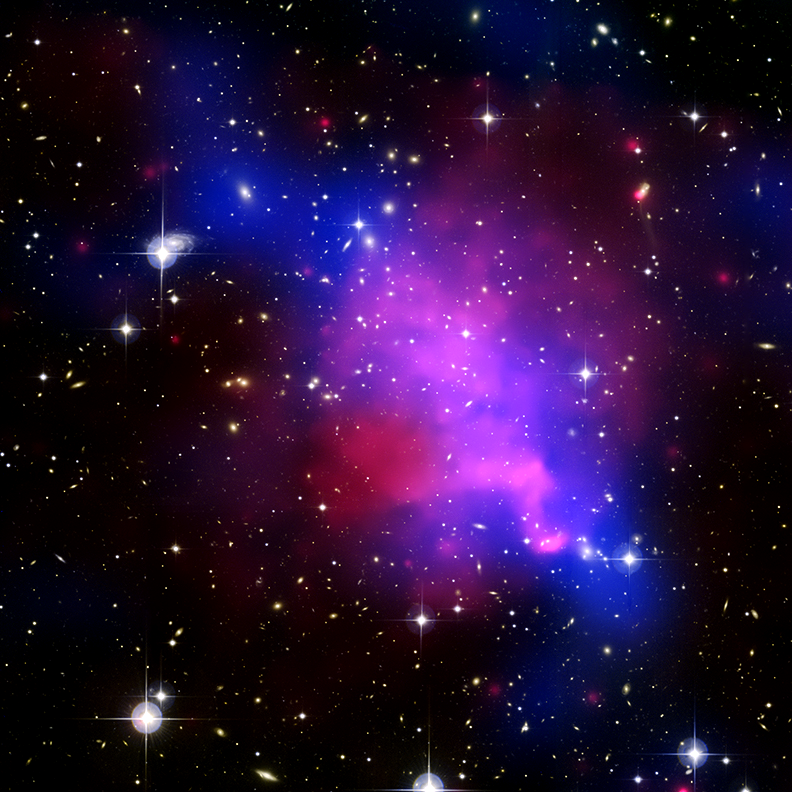
Gromada galaktyk Abell 520

Katalog gromad Abella – katalog astronomiczny zawierający bogatsze gromady galaktyk zestawiony przez amerykańskiego astronoma George’a Abella.
Katalog gromad Abella został utworzony w 1958 roku i zawierał 2712 gromad znajdujących się na północ od deklinacji -27°. Od czasu powstania był kilkakrotnie uzupełniany. Uzupełnienie z 1989 roku (Abell-Corwin-Olowin) zawiera 5250 gromad, w tym również gromady nieba południowego. Obecnie na katalog Abella składają się trzy części: Northern Abell Catalog (obiekty Abell 1 do Abell 2712), Southern Abell Catalog (Abell 2713 do Abell 4076) oraz Supplementary Southern Abell Catalog (Abell 4077 do Abell 5250). W rozszerzonej formie jest to największy katalog gromad galaktyk pozwalający tworzyć mapy gromad i supergromad galaktyk we Wszechświecie.
W swoim katalogu Abell umieszczał gromady zawierające co najmniej 50 galaktyk. Pierwsze wydanie katalogu powstało na podstawie analizy zdjęć wykonanych w ramach programu Palomar Observatory Sky Survey. Katalog Abella zawiera większość obfitych gromad galaktyk znajdujących się w odległości do 3 miliardów lat świetlnych. Dzięki temu stał się bardzo ważnym źródłem wiedzy o astronomii galaktycznej oraz umożliwił lepsze zrozumienie natury i właściwości gromad, a także pozwolił na identyfikację supergromad.
W swoim katalogu George Abell stworzył system klasyfikacji gromad, określając je jako regularne lub nieregularne. Stworzył również 6-punktową skalę dotyczącą ilości składników oraz odległości galaktyk od siebie.

## Wybrane obiekty katalogu
- Abell 85
- Abell 315
- Abell 370
- Abell 383
- Abell 426 (Gromada w Perseuszu)
- Abell 520
- Abell 1060 (Gromada w Hydrze)
- Abell 1185
- Abell 1367 (Gromada w Lwie)
- Abell 1656 (Gromada w Warkoczu)
- Abell 1689
- Abell 1795
- Abell 1835
- Abell 1882
- Abell 2029
- Abell 2125
- Abell 2142
- Abell 2151 (Gromada w Herkulesie)
- Abell 2218
- Abell 2667
- Abell 2744 (Gromada Pandora)
- Abell 3376
- Abell 3526 (Gromada w Centaurze)
- Abell 3627 (Gromada w Węgielnicy)
- Abell 3827
- Abell S0373 (Gromada w Piecu)
- Abell S0636 (Gromada w Pompie)
- Abell S0740
- Abell S1077 (Gromada w Rybie Południowej)